# Janis Induss
Janis Elmars Induss, född 26 augusti 1907 i Vidzeme, Lettland, död 25 december 1996, var en lettisk-svensk målare och tecknare.
Han var son till järnvägstjänstemannen Karlis Induss och Anna Alexandrej och gift med Marija Mucinieks. Efter avslutad skolgång i Valka och Riga studerade han teckning och oljemålning för Vilhelmas Purvitis vid  Lettlands konstakademi. Han var efter studierna anställd som teckningslärare och konsthistoria vid olika läroanstalter i Lettland. Han kom som flykting till Sverige 1944 och var därefter verksam som konstnär i Uppsala. Under sin tid i Lettland medverkade han i ett flertal samlingsutställningar, separat ställde han ut i Hudiksvall, Göteborg, Malmö, Uppsala, Karlstad. Induss är representerad vid ett flertal offentliga samlingar i Frankrike samt i Uplands konstförening.